# Премия Европейской киноакадемии 2002
European Film Awards 2002 — премия Европейской киноакадемии (нем. Europäischer Filmpreis).

## Лауреаты и номинанты Премии Европейской киноакадемии 2002

### Лучший фильм
- Испания Поговори с ней, режиссёр Педро Альмодовар
- Франция 8 женщин, режиссёр Франсуа Озон
- Великобритания Играй, как Бекхэм, режиссёр Гуриндер Чадха
- Великобритания/ Ирландия Кровавое воскресенье, режиссёр Пол Гринграсс
- Швеция Лиля навсегда, режиссёр Лукас Мудиссон
- Великобритания Сестры Магдалины, режиссёр Питер Маллан
- Финляндия Человек без прошлого, режиссёр Аки Каурисмяки
- Великобритания/ Франция/ Польша/ Германия Пианист, режиссёр Роман Полански

### Лучшая мужская роль
- Серджо Кастеллитто — Неотразимая Марта и Улыбка моей матери
- Тимоти Сполл — Всё или ничего
- Хавьер Камара — Поговори с ней
- Оливье Гурме — Сын
- Маркку Пелтола — Человек без прошлого
- Мартин Компстон — Милые шестнадцать лет
- Хавьер Бардем — Солнечные понедельники

### Лучшая женская роль
- Катрин Денёв, Изабель Юппер, Людивин Санье, Фирмин Ришар, Даниель Дарьё, Виржини Ледуайен, Фанни Ардан и Эммануэль Беар — 8 женщин
- Мартина Гедек — Неотразимая Марта
- Эммануэль Дево — Читай по губам
- Лаура Моранте — Путешествие под названием любовь
- Оксана Акиньшина — Лиля навсегда
- Саманта Мортон — Моверн Каллар
- Кати Оутинен — Человек без прошлого

### Лучший режиссёр
- Педро Альмодовар — Поговори с ней
- Роман Полански — Пианист
- Майк Ли — Всё или ничего
- Андреас Дрезен — Гриль-бар «На полпути»
- Аки Каурисмяки — Человек без прошлого
- Кен Лоуч — Милые шестнадцать лет
- Марко Беллоккьо — Улыбка моей матери
- Александр Сокуров — Русский ковчег

### Европейское открытие года
- Дьёрдь Пальфи — Икота
- Эмануэле Криалезе — Дыхание
- Бенжамин Квобек — Не жалеть ни о чем
- Азиф Кападиа — Воин
- Корнель Мундруцо — Счастливые дни
- Аннетт Олесен — Мелкие неприятности
- Майя Уайсс — Страж границы
- Рабех Аммер-Займеш — Что происходит?
- Хулио Д. Валловиц и Роже Гуаль — Комната для курения
- Спиро Скимоне и Франческо Сфрамели — Два друга
- Алексей Мурадов — Змей

### Лучшая работа сценариста
- Педро Альмодовар — Поговори с ней
- Кшиштоф Кесьлёвский и Кшиштоф Песевич — Рай
- Тонино Бенаквиста, Жак Одиар — Читай по губам
- Пол Гринграсс — Кровавое воскресенье
- Франсуа Озон — 8 женщин
- Аки Каурисмяки — Человек без прошлого
- Пол Лаверти — Милые шестнадцать лет

### Лучшая операторская работа
- Павел Эдельман — Пианист
- Франк Грибе — Рай
- Айвен Страсберг — Кровавое воскресенье
- Хавьер Агирресаробе — Поговори с ней
- Альвин Кюхлер — Моверн Каллар
- Тимо Салминен — Человек без прошлого
- Тильман Бюттнер — Русский ковчег

### Лучший документальный фильм
- Быть и иметь, режиссёр Николас Филибер
- Птицы, режиссёр Жак Перрен, Жак Клюзо и Мишель Деба
- Затерянные в Ла-Манче, режиссёр Кит Фултон и Луис Пепе
- Всё о моем отце, режиссёр Ивен Бенестад
- Тёмное пятно – секретарша Гитлера, режиссёр Адриенне Гесснер и Отмар Шмидерер
- Феллини: Я великий лжец, режиссёр Дэмиэн Петтигрю
- Missing Allen — Wo ist Allen Ross?, режиссёр Кристиан Бауэр
- Muraren, режиссёр Стефан Ярл
- Clown in Kabul, режиссёр Энцо Балестриери и Стефано Мосер

### Лучший короткометражный фильм
- 10 минут, режиссёр Ахмед Имамович
- Мой брат, режиссёр Дженс Йонсон
- Любитель пиратов, режиссёр Жофия Петерффи
- Новость башни L, режиссёр Самюэль Беншетри
- Проктер, режиссёр Хоаким Триер
- Относительность, режиссёр Вирджиния Хит
- Ce vieux rêve qui bouge, режиссёр Ален Гироди
- Mi-temps, режиссёр Матиас Гокальп
- Muno, режиссёр Боли Ланнерс
- Kuvastin, режиссёр Тату Появирта
- Nuit de noces, режиссёр Ольга Баиллиф

### Приз Screen International Award
- Государство Палестина Божественное вмешательство, режиссёр Элиа Сулейман
- США Особое мнение, режиссёр Стивен Спилберг
- Бразилия Город Бога, режиссёр Фернанду Мейреллиш и Катя Лунд
- США Вдали от рая, режиссёр Тодд Хейнс
- США 8 женщин, режиссёр Кёртис Хэнсон
- США Моя большая греческая свадьба, режиссёр Джоэл Звик
- Япония Унесённые призраками, режиссёр Хаяо Миядзаки
- Канада Паук, режиссёр Дэвид Кроненберг

### Приз за выдающиеся достижения в мировом кино
- Виктория Абриль

### Приз международной ассоциации кинокритиков (ФИПРЕССИ)
- Великобритания Милые шестнадцать лет, режиссёр Кен Лоуч

### За творчество в целом
- Тонино Гуэрра

### Приз зрительских симпатий

#### Лучший актёр
- Хавьер Камара — Поговори с ней
- Ален Шаба — Астерикс и Обеликс: Миссия Клеопатра
- Эдриен Броуди — Пианист
- Венсан Кассель — Читай по губам
- Рэйф Файнс — Паук
- Ульрих Тукур — Аминь
- Хью Бонневилль — Айрис
- Луиджи Ло Кашо — Свет моих очей
- Оливье Гурме — Сын
- Мартин Компстон — Милые шестнадцать лет
- Серджо Кастеллитто — Улыбка моей матери
- Джим Бродбент — Айрис

#### Лучшая актриса
- Кейт Уинслет — Айрис
- Эммануэль Дево — Читай по губам
- Фанни Ардан — 8 женщин
- Изабель Юппер — 8 женщин
- Виктория Абриль — Нет вестей от Бога
- Хелен Миррен — Госфорд-парк
- Мэгги Смит — Госфорд-парк
- Эмили Уотсон — Госфорд-парк
- Парминдер Награ — Играй, как Бекхэм
- Паприка Стеэн — Okay
- Ариан Аскарид — Мари-Жо и две её любви
- Джуди Денч — Айрис

#### Лучший режиссёр
- Педро Альмодовар — Поговори с ней
- Пол Гринграсс — Кровавое воскресенье
- Франсуа Озон — 8 женщин
- Седрик Клапиш — Испанка
- Майк Ли — Всё или ничего
- Жан-Пьер Дарденн и Люк Дарденн — Сын
- Кристина Коменчини — Лучший день моей жизни
- Андреас Дрезен — Гриль-бар «На полпути»
- Аннетт Олесен — Мелкие неприятности
- Сильвио Сольдини — Рожденные ветром
- Аки Каурисмяки — Человек без прошлого
- Марко Беллоккьо — Улыбка моей матери